# San Juan (Ilocos Sur)
San Juan is een gemeente in de Filipijnse provincie Ilocos Sur op het eiland Luzon. Bij de laatste census in 2010 telde de gemeente ruim 25 duizend inwoners.

## Geografie

### Bestuurlijke indeling
San Juan is onderverdeeld in de volgende 32 barangays:
| - Asilang - Bacsil - Baliw - Bannuar - Barbar - Cabanglotan - Cacandongan - Camanggaan - Camindoroan - Caronoan - Darao | - Dardarat - Guimod Norte - Guimod Sur - Immayos Norte - Immayos Sur - Labnig - Lapting - Lira - Malamin - Muraya - Nagsabaran | - Nagsupotan - Pandayan - Refaro - Resurreccion - Sabangan - San Isidro - Saoang - Solotsolot - Sunggiam - Surngit |

## Demografie
San Juan  had bij de census van 2010 een inwoneraantal van 25.199 mensen. Dit waren 1.391 mensen (5,8%) meer dan bij de vorige census van 2007. Ten opzichte van de census van 2000 was het aantal inwoners gegroeid met 2.053 mensen (8,9%). De gemiddelde jaarlijkse groei in die periode kwam daarmee uit op 0,85%, hetgeen lager was dan het landelijk jaarlijks gemiddelde over deze periode (1,90%).

De bevolkingsdichtheid van San Juan  was ten tijde van de laatste census, met 25.199 inwoners op 64,37 km², 391,5 mensen per km².